# 贝尔普奇新镇
贝尔普奇新镇，是西班牙加泰罗尼亚莱里达省的一个市镇。总面积14平方公里，总人口1179人（2014年），人口密度85人/平方公里。